# Torrendia
Torrendia là một chi nấm thuộc họ Amanitaceae.

## Loài
- Torrendia arenaria
- Torrendia deformans
- Torrendia grandis
- Torrendia inculta
- Torrendia pulchella